# William Demarest
Pour les articles homonymes, voir Demarest.
William Demarest est un acteur américain, né le 27 février 1892 à Saint Paul, dans le Minnesota, et mort le 28 décembre 1983 à Palm Springs, en Californie (États-Unis).

## Filmographie

### Années 1920
- 1926 : When the Wife's Away
- 1927 : Finger Prints : Cuffs Egan
- 1927 : Don't Tell the Wife : Ray Valerian
- 1927 : The Gay Old Bird : Mr. Fixit
- 1927 : Matinee Ladies : Man-About-Town
- 1927 : A Million Bid : George Lamont
- 1927 : Simple Sis : Oscar
- 1927 : The Black Diamond Express : Fireman
- 1927 : What Happened to Father? : Detective Dibbin
- 1927 : The First Auto de Roy Del Ruth : Dave Doolittle, the Village Cut-Up
- 1927 : The Bush Leaguer : John Gilroy
- 1927 : A Sailor's Sweetheart : Detective
- 1927 : Le Chanteur de jazz (The Jazz Singer) : Steve Martin
- 1927 : Amateur Night : Theatre Manager
- 1927 : A Reno Divorce : James, the chauffeur
- 1927 : The Night Court : Lawyer
- 1928 : Sharp Shooters : 'Hi Jack' Murdock
- 1928 : Une fille dans chaque port (A Girl in Every Port) : Bit Part
- 1928 : The Escape : Trigger Caswell
- 1928 : Pay as You Enter : 'Terrible Bill' McGovern
- 1928 : Five and Ten Cent Annie : Briggs
- 1928 : The Butter and Egg Man : Jack McLure
- 1928 : The Crash d'Edward F. Cline : Louie

### Années 1930
- 1930 : Seeing Things
- 1932 : The Run Around
- 1934 : Fog Over Frisco de William Dieterle: Spike Smith
- 1934 : Many Happy Returns de Norman Z. McLeod : Brinker
- 1934 : Fugitive Lady de Albert S. Rogell : Steve Rogers
- 1935 : After Office Hours : Police Detective
- 1935 : The Casino Murder Case de Edwin L. Marin : Auctioneer
- 1935 : La Double Vengeance (The Murder Man) de Tim Whelan : 'Red' Maguire (reporter)
- 1935 : Bright Lights de Busby Berkeley : Detective
- 1935 : Diamond Jim d'A. Edward Sutherland : Harry Hill
- 1935 : Jeux de mains (Hands Across the Table) de Mitchell Leisen : Matty
- 1935 : White Lies : Roberts
- 1936 : Le Grand Ziegfeld (The Great Ziegfeld) de Robert Z. Leonard : Gene Buck
- 1936 : Bonne Blague (Wedding Present) : Smiles Benson
- 1936 : Loufoque et Cie (Love on the Run) : Editor Lees Berger
- 1936 : Charlie Chan à l'Opéra (Charlie Chan at the Opera) de H. Bruce Humberstone : Sergent Kelly
- 1936 : Mind Your Own Business : Droopy
- 1937 : Time Out for Romance : Willoughby Sproggs
- 1937 : Don't Tell the Wife (en) de Christy Cabanne : Larry 'Horace' Tucker
- 1937 : Oh Doctor : Marty Short
- 1937 : Hit Parade of 1937 : Parole Officer
- 1937 : The Great Hospital Mystery : M.. Beatty
- 1937 : The Great Gambini : Sergeant Kirby
- 1937 : La Vie facile (Easy Living) : Wallace Whistling
- 1937 : Blonde Trouble (en) de George Archainbaud : Paul Sears
- 1937 : Wake Up and Live : Attendant
- 1937 : La Grande Ville (The Big City) : M.. Beecher
- 1937 : Rosalie : Army coach
- 1938 : Mam'zelle vedette (Rebecca of Sunnybrook Farm) : Harry Kipper
- 1938 : Romance on the Run (en) de Gus Meins : Eckbart
- 1938 : One Wild Night : Editor Collins
- 1938 : Josette : Joe, Diner Owner
- 1938 : Peck's Bad Boy with the Circus : Daro
- 1938 : While New York Sleeps (en) : Red Miller
- 1939 : The Great Man Votes (en) : Charles Dale
- 1939 : King of the Turf (en) d'Alfred E. Green : Arnold
- 1939 : The Gracie Allen Murder Case : Sgt. Ernest Heath
- 1939 : Cowboy Quarterback : Rusty Walker
- 1939 : Miracles à vendre (Miracles for Sale) : Detective Quinn
- 1939 : Monsieur Smith au sénat (M.. Smith Goes to Washington) : Bill Griffith (at station)
- 1939 : Laugh It Off (en) : Barney 'Gimpy' Cole

### Années 1940
- 1940 : Wolf of New York : Bill Ennis
- 1940 : The Farmer's Daughter : Victor Walsh
- 1940 : Gouverneur malgré lui (The Great McGinty) : The Politician
- 1940 : Deux nigauds chez les barbus (Comin' Round the Mountain) : Gutsy Mann
- 1940 : The Golden Fleecing (en) : Swallow
- 1940 : Le Gros Lot (Christmas in July) de Preston Sturges : M.. Bildocker
- 1940 : Little Men : Constable Tom Thorpe
- 1941 : Un cœur pris au piège (The Lady Eve) : Muggsy
- 1941 : Le Diable s'en mêle (The Devil and Miss Jones) : First Detective
- 1941 : Rookies on Parade (en) de Joseph Santley : Mike Brady
- 1941 : Le Roméo errant (en) (Ride on Vaquero) : Bartender Barney
- 1941 : Country Fair (en) de Frank McDonald : Stogie McPhee
- 1941 : Dressed to Kill : Inspector Pierson
- 1941 : Glamour Boy : Papa Doran
- 1941 : Les Voyages de Sullivan (Sullivan's Travels) : M.. Jones
- 1942 : Échec à la Gestapo (All Through the Night) de Vincent Sherman : Sunshine
- 1942 : True to the Army : Sgt. Butts
- 1942 : Mon espion favori (My Favorite Spy) de Tay Garnett : Flower pot policeman
- 1942 : Deux nigauds dans une île (Pardon My Sarong) : Det. Kendall
- 1942 : Madame et ses flirts (The Palm Beach Story) : First Member Ale and Quail Club
- 1942 : Behind the Eight Ball : McKenzie
- 1942 : Life Begins at Eight-Thirty de Irving Pichel : Police Officer
- 1942 : Johnny Doughboy : Harry Fabian
- 1943 : Dangerous Blondes de Leigh Jason : Detective Gatling
- 1943 : Le Cabaret des étoiles (Stage Door Canteen) de Frank Borzage
- 1943 : Pris sur le vif (True to Life) de George Marshall  : Uncle Jake
- 1944 : Miracle au village (The Miracle of Morgan's Creek) : Const. Kockenlocker
- 1944 : Crime au pensionnat (Nine Girls) de Leigh Jason : Walter Cummings
- 1944 : Once Upon a Time d'Alexander Hall : Brandt
- 1944 : Héros d'occasion (Hail the Conquering Hero) : Sgt. Heppelfinger
- 1944 : The Great Moment : Eben Frost
- 1945 : Sa dernière course (Salty O'Rourke) : Smitty
- 1945 : Le Grand Bill (Along Came Jones) : George Fury
- 1945 : Oublions le passé (Pardon My Past) de Leslie Fenton : Chuck
- 1945 : Duffy's Tavern : William Demarest
- 1946 : Our Hearts Were Growing Up : Peanuts Schultz
- 1946 : Le Roman d'Al Jolson (The Jolson Story) : Steve Martin
- 1947 : Les Exploits de Pearl White (The Perils of Pauline) : George 'Mac' McGuire
- 1947 : Hollywood en folie (Variety Girl) : Barker
- 1948 : La Folle Enquête (On Our Merry Way), de King Vidor et Leslie Fenton : Floyd
- 1948 : Deux Sacrées Canailles (The Sainted Sisters) de William D. Russell : Vern Tewilliger
- 1948 : Les Yeux de la nuit (Night Has a Thousand Eyes) : Lt. Shawn
- 1948 : Smith le taciturne (Whispering Smith) : Bill Dansing
- 1949 : Un crack qui craque (Sorrowful Jones) : Regret
- 1949 : Je chante pour vous (Jolson Sings Again) : Steve Martin
- 1949 : L'Ange endiablé (Red, Hot and Blue) : Charlie Baxter, Press Agent

### Années 1950
Cinéma
- 1950 : Planqué malgré lui (When Willie Comes Marching Home) : Herman Kluggs
- 1950 : Jour de chance (Riding High) : Happy
- 1950 : He's a Cockeyed Wonder : Bob Sears
- 1950 : Mon cow-boy adoré (Never a Dull Moment) : Mears
- 1951 : La Première Légion (The First legion) : Monsignor Michael Carey
- 1951 : Excuse My Dust : Harvey Bullitt
- 1951 : Le Cabaret du soleil couchant (The Strip) de László Kardos : Fluff
- 1951 : Symphonie en 6.35 (Behave Yourself!) : Officer O'Ryan
- 1952 : Deux Durs à cuire (What Price Glory) : Cpl. Kiper
- 1952 : The Blazing Forest : Syd Jessup
- 1953 : Madame voulait un manteau de vison (The Lady Wants Mink) de William A. Seiter : Harvey Jones
- 1953 : Traversons la Manche (Dangerous When Wet) : Pa Higgins
- 1953 : Il y aura toujours des femmes (Here Come the Girls) : Dennis Logan
- 1953 : Fort Bravo (Escape from Fort Bravo) : Campbell
- 1954 : The Yellow Mountain : Jackpot Wray
- 1955 : Colère noire (Hell on Frisco Bay) : Dan Bianco
- 1955 : La Chérie de Jupiter (Jupiter's Darling) : Mago, officier d'Hannibal
- 1955 : Horizons lointains (The Far Horizons) : Sgt. Cass
- 1955 : The Private War of Major Benson : John
- 1955 : Une femme extraordinaire (Lucy Gallant) : Charles Madden
- 1955 : Sincerely Yours : Sam Dunne
- 1955 : Les Années sauvages (The Rawhide Years) : Brand Comfort
- 1956 : La Neige en deuil (The Mountain) : Père Belacchi

Télévision
- 1959 : Love and Marriage (série) : William Harris

### Années 1960
Cinéma
- 1960 : Pepe : Movie studio gateman
- 1961 : King of the Roaring 20's - The Story of Arnold Rothstein : Henry Hecht
- 1961 : Twenty Plus Two : Slocum
- 1963 : Après lui, le déluge (Son of Flubber) de Robert Stevenson : Mr. Hummel
- 1963 : Un monde fou, fou, fou, fou (It's a Mad Mad Mad Mad World) de Stanley Kramer : Police Chief Aloysius aka Al
- 1964 : L'Amour en quatrième vitesse (Viva Las Vegas) : Mr. Martin
- 1965 : L'Espion aux pattes de velours (That Darn Cat!) : Wilbur MacDougall (Mr. MacDougall)

Télévision

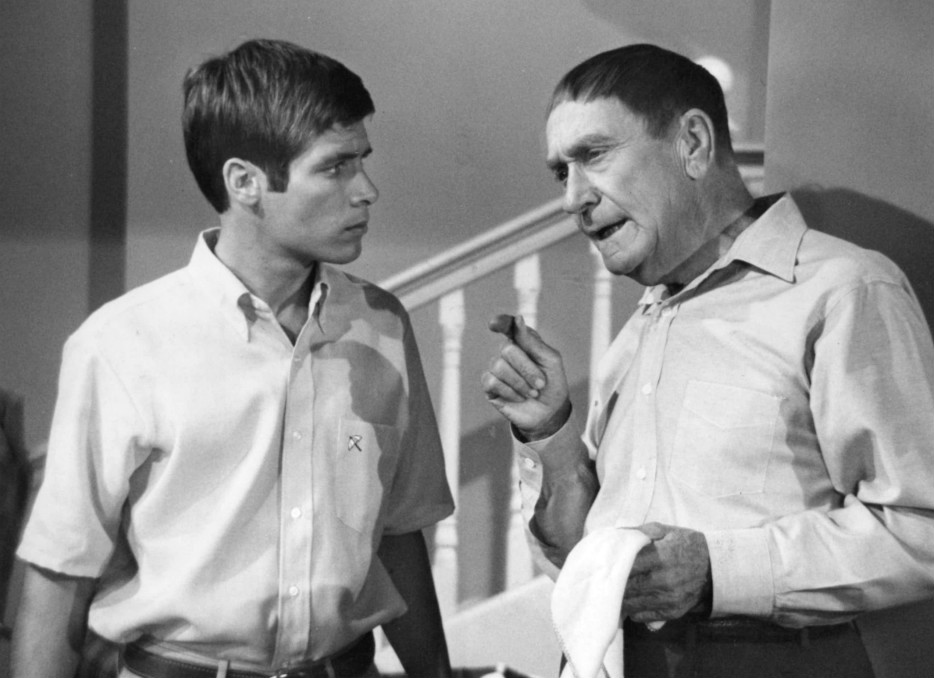
Avec Don Grady dans Mes trois fils

- 1961 : Tales of Wells Fargo (série) : Jeb Gaine (1961-1962)
- 1963 : Bonanza saison 4 épisode 21 (Le Canasson) : Enos Milford
- 1965-1972 : Mes trois fils (My three sons) (série)

### Années 1970
Cinéma
- 1975 : The Wild McCullochs : Père Gurkin
- 1976 : Won Ton Ton, le chien qui sauva Hollywood (Won Ton Ton, the Dog Who Saved Hollywood) de Michael Winner : Studio gatekeeper

Télévision
- 1973 : Les Créatures de l'ombre (Don't Be Afraid of the Dark) : Mr. Harris
- 1978 : The Millionaire : Oscar Pugh